# Kandangsapi (Bugulkidul)
Kandangsapi is een bestuurslaag in het regentschap Pasuruan van de provincie Oost-Java, Indonesië. Kandangsapi telt 1731 inwoners (volkstelling 2010).